# Artemesia longinaris
Artemesia longinaris är en kräftdjursart som beskrevs av Charles Spence Bate 1888. Artemesia longinaris ingår i släktet Artemesia och familjen Penaeidae. Inga underarter finns listade i Catalogue of Life.